# 里中隼人
里中 隼人（さとなか はやと、1987年4月16日 - ）は、日本の俳優。北海道函館市出身。身長182cm。血液型O型。スリーサイズB:85cm W:73cm H:86cm。足のサイズ28cm。

## 人物
- 趣味は、読書（好きな作家は宮部みゆき）、映画鑑賞（好きな作品は星に願いを、プラダを着た悪魔、ダンサー・イン・ザ・ダーク、ライフ・イズ・ビューティフル）。
- 特技は、ダンス（ヒップホップ）、サックス、チューバ、水泳。
- 好きなことは、読書、詩を書くこと。
- 好きな食べ物は、チャーハン、ポテトサラダ。嫌いな食べ物は無い。
- 好きなタレントは、ザック・エフロン、妻夫木聡。

## 出演

### テレビドラマ
- おせん 第6話（2008年5月27日、日本テレビ）
- キャットストリート（2008年、NHK総合） - 直樹 役
- 土曜時代劇・まっつぐ〜鎌倉河岸捕物控〜 第9話（2010年7月3日、NHK総合） - 和吉 役

### CM
- エフ・シー・シー「世界一の会社で編」（2008年）
- メガネスーパー（2008年）
- マイナビ2010（2008年、毎日コミュニケーションズ）
- ランチパック（2008年、山崎製パン）

### 写真集
- Boys/REAL イノセントゲーム（2008年8月11日）

### ミュージックビデオ
- GReeeeN「歩み」
- Hilcrhyme「純也と真菜実」